# Post-metal
Post-metal är en musikgenre som uppstod under början av 2000-talet. Musiken kan beskrivas som en blandning av heavy metal och postrock, men många band tar även influenser från shoegaze, konstrock och ambient. Bandet som grundade stilen var Neurosis, som tillsammans med Isis och Cult of Luna är de mest kända banden inom genren.
Ljudbilden karaktäriseras, liksom inom post-rocken, av repetition och uppbyggnad istället för traditionella strukturer. Långa passager av distade, tunga gitarrer varieras med lugna och atmosfäriska partier. Musikens karaktär är ofta mörk och tung, med gitarr och bas nedstämda till B eller lägre. Låtarna går oftare i ett långsammare tempo än traditionell metal och är ofta markant längre, över 10 minuter är ingen ovanlighet. Flera band inom genren spelar helt instrumental musik, eller använder sig av långa instrumentala partier. Många band blandar även in elektroniska effekter och okonventionella instrument i sin musik. Exempel på denna företeelse är bland annat Neurosis album The Eye Of Every Storm och Callistos Noir.
Dock finns många element från metal kvar, framförallt tyngden och de distade gitarrerna.

## Band
- A Storm Of Light
- Amenra
- Callisto
- Cult of Luna
- Dirge
- Isis
- Jesu
- Minsk
- Neurosis
- Pelican
- Red Sparowes
- Rosetta
- Sagor Som Leder Mot Slutet